# Godfred Christensen
Polycarpus Godfred Berry Wildenradt Christensen, född 23 juli 1845 och död 15 november 1928, var en dansk landskapsmålare.
Christensen utbildades dels i hemlandet, dels på resor och tog starkt intryck av det franska ljus- och valörmåleriet. I mer än 60 år utställde Christensen landskapsstycken av typisk dansk karaktär. Motiven hämtades från Jylland och Själland, ibland under senare år även från utlandet (Romtrakten och Pyrenéerna). Christensen målade även sjöstycken. Han blev ledamot av danska konstakademien 1881 och av svenska 1897.

## Utmärkelser
- Riddare av Dannebrogorden,  1892[6]

[Redigera Wikidata]